# Здункув
Здункув (пол. Zdunków) — село в Польщі, у гміні Ґневошув Козеницького повіту Мазовецького воєводства.
Населення — 86 осіб (2011).
У 1975-1998 роках село належало до Радомського воєводства.

## Демографія
Демографічна структура станом на 31 березня 2011 року:
|          | Загалом | Допрацездатний вік | Працездатний вік | Постпрацездатний вік |
| -------- | ------- | ------------------ | ---------------- | -------------------- |
| Чоловіки | 39      | 6                  | 24               | 9                    |
| Жінки    | 47      | 11                 | 25               | 11                   |
| Разом    | 86      | 17                 | 49               | 20                   |